# 16163 Суханьлі
16163 Суханьлі (16163 Suhanli) — астероїд головного поясу, відкритий 5 січня 2000 року.
Тіссеранів параметр щодо Юпітера — 3,499.